# 第19回全国中等学校蹴球選手権大会
第19回全国中等学校蹴球選手権大会（だい19かいぜんこくちゅうとうがっこうしゅうきゅうせんしゅけんたいかい）は、大阪毎日新聞主催により1938年1月に南甲子園運動場で開催された全国中等学校蹴球選手権大会である。

## 参加チーム
- 函館師範(北海道・3年連続6回目)
- 盛岡中(岩手・初出場)
- 埼玉師範(埼玉・2年連続5回目)
- 豊島師範(東京・初出場)
- 湘南中(神奈川・初出場)
- 富山師範(富山・3年連続10回目)
- 愛知一師範(愛知・5年ぶり7回目)
- 京都師範(京都・2年連続17回目)
- 明星商(大阪・4年ぶり11回目)
- 神戸一中(兵庫・2年ぶり12回目)
- 広島一中(広島・3年連続9回目)
- 高松商(香川・初出場)
- 嘉穂中(福岡・初出場)

## 試合結果

### 1回戦
- 神戸一中 6 - 1 盛岡中
- 富山師範 6 - 3 高松商
- 埼玉師範 7 - 1 湘南中
- 明星商 4 - 1 愛知一師範
- 嘉穂中 4 - 4 京都師範（延長・抽選）

### 準々決勝
- 神戸一中 4 - 2 函館師範
- 豊島師範 2 - 0 広島一中
- 埼玉師範 3 - 2 富山師範
- 明星商 4 - 1 嘉穂中

### 準決勝
- 神戸一中 4 - 1 豊島師範
- 埼玉師範 13 - 2 明星商

### 決勝
- 埼玉師範 6 – 2 神戸一中